# 石见水库
石见水库是中国广西壮族自治区桂林市全州县境内的一座水库，位于湘江支流石见河上，建于1969年。水库正常库容为1930万立方米，集雨面积为8平方千米，海拔为322.5米。